# Großvoggenhof

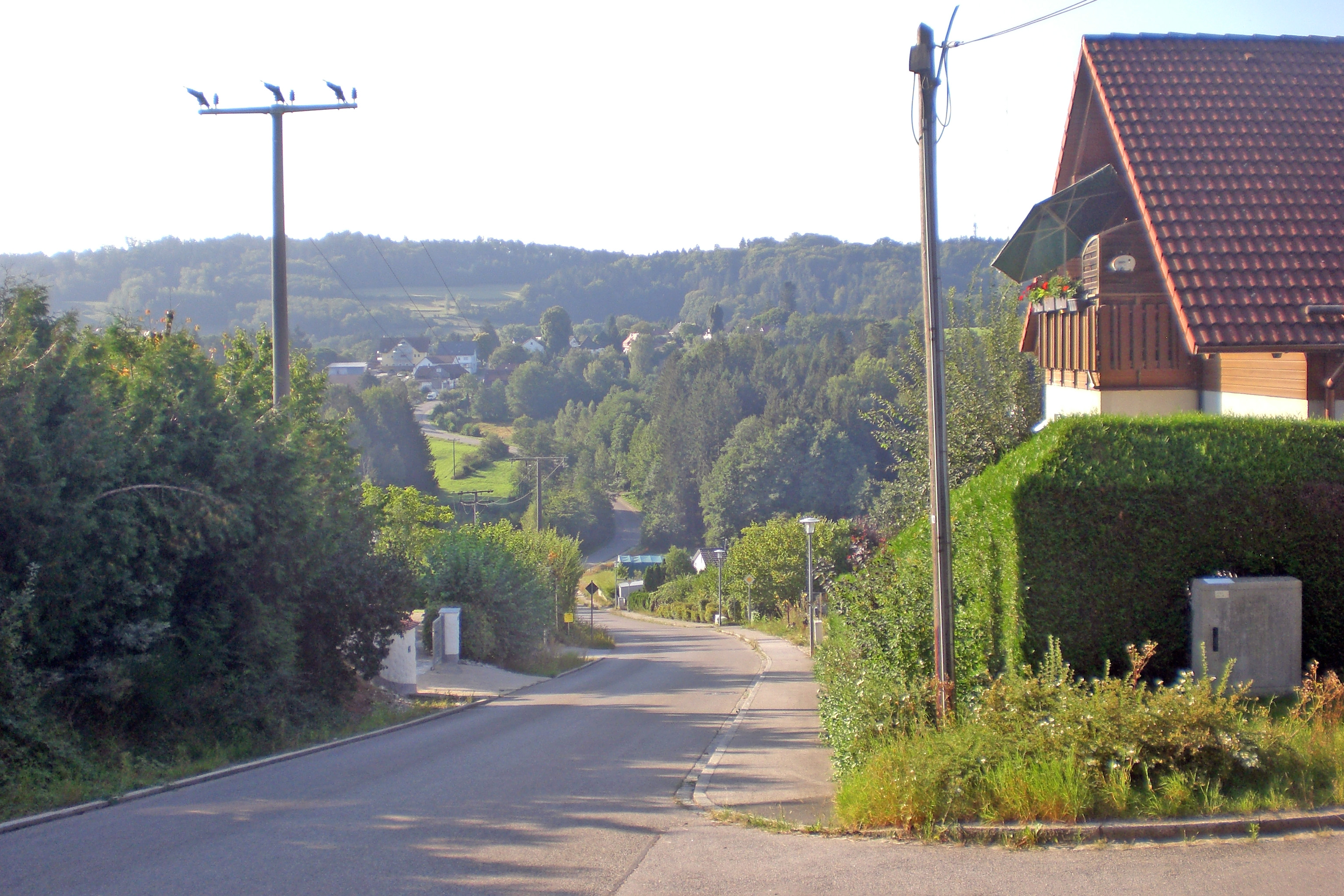
Blick auf Großvoggenhof (2024)

Großvoggenhof ist ein Gemeindeteil der Gemeinde Burgthann im Landkreis Nürnberger Land (Mittelfranken, Bayern). Großvoggenhof liegt in der Gemarkung Grub.

## Lage
Das Dorf liegt am Fuße des Dillbergs. Unmittelbar nördlich des Ortes fließt der Kettenbach, ein linker Zufluss der Schwarzach. Eine Gemeindeverbindungsstraße führt nach Kleinvoggenhof (0,4 km südöstlich) bzw. nach Grub (0,7 km nordwestlich).

## Geschichte
Mit dem Gemeindeedikt (frühes 19. Jahrhundert) wurde Großvoggenhof dem Steuerdistrikt Ezelsdorf und der Ruralgemeinde Grub zugewiesen. Im Zuge der Gebietsreform in Bayern wurde Großvoggenhof am 1. Januar 1972 nach Burgthann eingegliedert.

## Ehemalige Baudenkmäler
- Haus Nr. 3: Erdgeschossiges Wohnstallhaus des 18. Jahrhunderts mit Fachwerkgiebel; über der Tür früher bezeichnet „1762“.[7]
- Die Häuser Nr. 1, 4, 8 und 11 mit Fachwerkgiebel des 19. Jahrhunderts.[7]